# Hans-Joachim Tessner
Hans-Joachim Tessner (* 6. März 1944) ist Inhaber des Möbeldiscounters Roller sowie der Firmengruppe Tessner.
Nach der mittleren Reife am Gymnasium in Goslar wurde Tessner auf Drängen der Eltern Auszubildender im familieneigenen Einrichtungshaus Möbel Unger. 1972 wurde Tessner alleiniger Besitzer von Möbel Unger. 1996 integrierte er das Unternehmen Möbel Unger in den Metro-Konzern und wurde dadurch Chef der Möbelsparte des Metro-Konzerns. Tessner wohnt in Goslar und ist seit über 40 Jahren mit Ehefrau Helga verheiratet. 2009 wurde er Ehrenbürger der Stadt Goslar. 1994 stiftete er den Goslarer Geschichtspreis. 2025 wurde ihm das Bundesverdienstkreuz am Bande verliehen. Er hat zwei Töchter.

## Tessner Gruppe
Hans-Joachim Tessner ist Eigentümer der Tessner Gruppe, zu der auch die tejo Wohnwelten in Blankenburg, Peine und Adendorf (bei Lüneburg), tejo's SB Lagerkauf mit über 20 Standorten in Norddeutschland sowie Möbel Schulenburg in Goslar, Halstenbek (bei Hamburg) und Flensburg und Möbel Klingenberg in Bremen gehören. Die Tes Com Immobilien verwaltet vor allem Immobilien in Goslar.
Dazu gehören auch MEDA Gute Küchen mit 23 Fachmärkten vor allem in NRW.
Zudem übernahm die Tessner Gruppe im Februar 2014 den Möbelpark Sachsenwald, zu welchem auch der Möbeldiscounter Speed mit Sitz in Wentorf (bei Hamburg) gehört.
Der Umsatz der Tessner Gruppe betrug im Jahr 2013 1,375 Mrd. Euro.
Im Jahr 2020 gab die Mann Mobilia Beteiligungs GmbH (Teil der österreichischen Einrichtungshausgruppe XXXLutz) die Absicht zur Beteiligung in Höhe von 50 Prozent an der tejo Möbel Management Holding GmbH & Co. KG sowie der Roller GmbH & Co. KG (Tessner-Gruppe) bekannt; die Meda Küchenstudios sind nicht Gegenstand des Vorhabens. Durch den Zusammenschluss entstünde laut Bundeskartellamt der mit Abstand führende Möbeldiscounter und auch insgesamt der größte Möbelhändler in Deutschland (vor Ikea). Ende November 2020 gab das Bundeskartellamt die geplante Beteiligung in Bezug auf die Absatzseite des Vorhabens (Verhältnis Möbelhandel/Endkunde) unter der Auflage frei, dass 22 Tessner-Standorte nicht übernommen werden und ein XXXLutz-Standort abgegeben werden muss. Die Prüfung der wettbewerblichen Auswirkungen auf der Beschaffungsseite durch die Europäische Kommission ist noch nicht abgeschlossen.